# Aaron Cohen (judista)
Aaron Cohen (* 28. září 1981 Chicago) je bývalý americký zápasník – judista židovského původu.

## Sportovní kariéra
Vyrůstal na předměstí Chicaga v Buffalo Grove. S judem začal v útlém dětství v rodinném dódžó svého otce Irwina a strýce Steva, bývalých amerických reprezentantů. V americké mužské reprezentaci se pohyboval od svých 19 let v polostřední váze do 81 kg. V roce 2004 prohrál nominaci na olympijské hry v Athénách s Rickem Hawnem a v roce 2008 neuspěl v americké nominaci na olympijské hry v Pekingu se Travisem Stevensem. Od roku 2009 startoval ve vyšší střední váze do 90 kg, ve které se v roce 2012 na olympijské hry v Londýně nekvalifikoval. Sportovní kariéru ukončil v roce 2012. Věnuje se trenérské práci.

## Výsledky
| Turnaj                  | 2000             | 2001             | 2002             | 2003             | 2004             | 2005             | 2006             | 2007             | 2008             | 2009         | 2010         | 2011         |
| Turnaj                  | 19               | 20               | 21               | 22               | 23               | 24               | 25               | 26               | 27               | 28           | 29           | 30           |
| Turnaj                  | polostřední váha | polostřední váha | polostřední váha | polostřední váha | polostřední váha | polostřední váha | polostřední váha | polostřední váha | polostřední váha | střední váha | střední váha | střední váha |
| ----------------------- | ---------------- | ---------------- | ---------------- | ---------------- | ---------------- | ---------------- | ---------------- | ---------------- | ---------------- | ------------ | ------------ | ------------ |
| Olympijské hry          | —                |                  |                  |                  | —                |                  |                  |                  | —                |              |              |              |
| Mistrovství světa       |                  | —                |                  | úč.              |                  | úč.              |                  | —                |                  | úč.          | —            | úč.          |
| Panamerické hry         |                  |                  |                  | úč.              |                  |                  |                  | —                |                  |              |              | —            |
| Panamerické mistrovství | 3.               | —                | —                | 2.               | —                | 3.               | 3.               | 3.               | —                | —            | —            | úč.          |
| MS juniorů              | úč.              |                  |                  |                  |                  |                  |                  |                  |                  |              |              |              |